# Rui Hachimura
Rui Hachimura (八村 塁, Hachimura Rui, Plantilla:Ipa, nascut l'8 de febrer de 1998) és un jugador professional japonès de basketball pels Los Angeles Lakers de la National Basketball Association (NBA). Va jugar a college basketball pels Gonzaga Bulldogs i ha jugat per l'equip nacional del Japó. Juga a la posició de power forward. Després de ser seleccionat novè en el 2019 NBA draft pels Washington Wizards, va ser nomenat al NBA All-Rookie Second Team el 2020.
Nascut a la Toyama Prefecture, Hachimura va aconseguir l'èxit a nivell juvenil al Japó, liderant el Meisei High School a tres títols consecutius del Torneig Escolar d'All-Japan i sent un jugador estrella per als equips nacionals japonesos sub-17 i sub-19 en la competició FIBA. Es va unir a Gonzaga el 2016 com el cinquè jugador masculí japonès nascut a NCAA Division I i el 2017 es va convertir en el primer jugador nacional japonès a jugar al torneig masculí de la NCAA Division I. Com a jugador de segon any, va obtenir els honors del primer equip All-WCC. Va ser nomenat finalista per al Premi Naismith al millor jugador.

## Primers anys i carrera

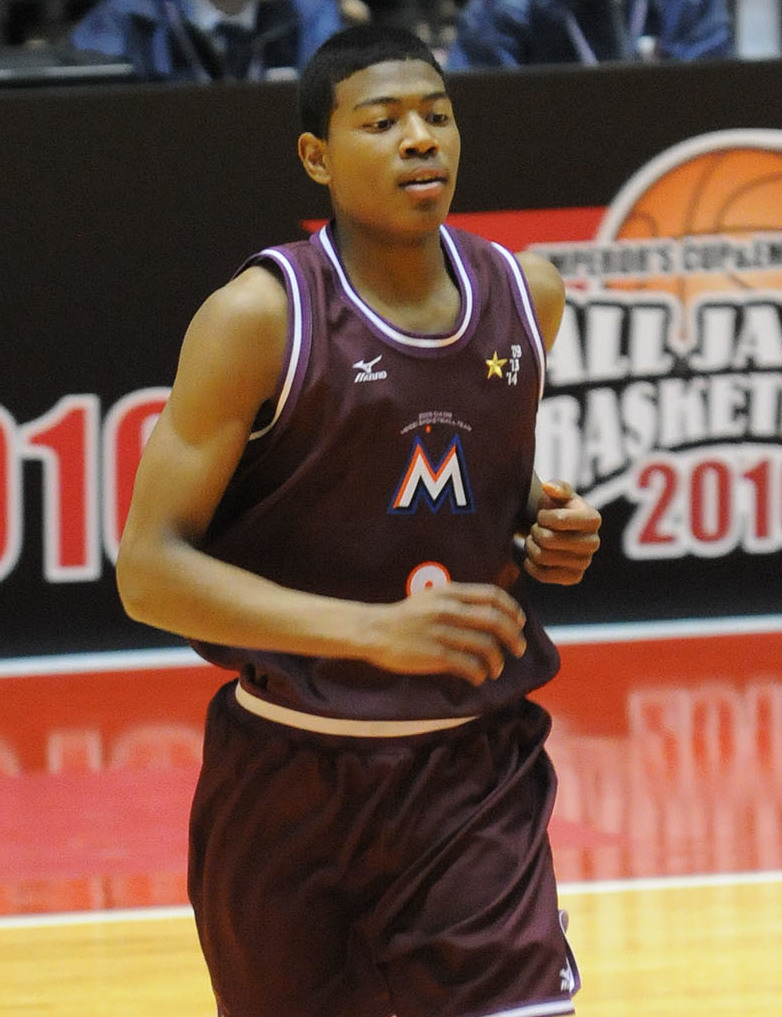
Hachimura amb el Meisei High School el 2016

Hachimura va néixer el 8 de febrer de 1998, a la Toyama Prefecture, Japó, de mare japonesa, Makiko (麻紀子) i pare beninès, Zakari Jabil. El seu nom de pila, Rui (塁), significa "base" o "fortalesa" en japonès; el nom li va ser donat pel seu avi perquè era un gran fan del baseball (el caràcter 塁 també s'utilitza per a "base" en el context del beisbol). El seu cognom prové del registre familiar de la seva mare family register. Té tres germans menors: un germà i dues germanes. El germà menor de Hachimura, Allen (阿蓮, Aren), va jugar a bàsquet a la Tokai University i a partir de la temporada 2023–24 de la B.League juga pels Gunma Crane Thunders. Durant la seva infantesa, va jugar al baseball com a catcher i pitcher. El 29 de desembre de 2013, Hachimura va liderar l'equip de bàsquet del Meisei High School al seu segon títol al Torneig Escolar d'All-Japan, anotant 32 punts en una victòria de 92–78 sobre la Fukuoka University Ohori. El 2014, va ajudar el seu equip a guanyar el torneig per segon any consecutiu. L'abril de 2015, Hachimura va ser convidat al Jordan Brand Classic, on va registrar nou punts i cinc rebots al partit internacional.
El 21 de novembre de 2015, va signar una National Letter of Intent per jugar a college basketball pels Gonzaga Bulldogs als Estats Units, sent considerat per ESPN com un dels millors jugadors internacionals que entraven a la universitat. El 29 de desembre de 2015, Hachimura va aconseguir 34 punts, 19 rebots i tres taps per guiar Meisei davant de la Tsuchiura Nihon University High School per a la seva tercera victòria al Torneig d'All-Japan.
Malgrat haver signat amb Gonzaga en el període de firma primerenca per al 2016, la seva elegibilitat per jugar a bàsquet universitari es va posar en qüestió. Les preocupacions eren que necessitava adaptar-se millor cultural i lingüísticament als Estats Units i que possiblement necessitaria assistir a una escola preparatòria abans d'entrar a Gonzaga o redshirting si fos elegible. Al febrer de 2016, Hachimura va afirmar entendre el 80 per cent de l'anglès, però només parlar-ne el 30–40 per cent. L'abril de 2016, Hachimura encara estudiava per al SAT per accedir a la universitat. Al maig de 2016, Hachimura va anunciar que havia complert els requisits de SAT i GPA per ser elegible per jugar a Gonzaga a partir de la tardor de 2016. Va planificar jugar com a freshman i no va fer redshirt el seu primer any.

## Carrera universitària
Hachimura va debutar a la temporada regular amb els Gonzaga Bulldogs l'11 de novembre de 2016, contra els Utah Valley, anotant un punt i tres rebots en quatre minuts. Com a resultat, es va convertir en el cinquè jugador nascut al Japó en jugar a bàsquet de la NCAA Division I. L'1 de desembre, va aconseguir la seva màxima anotació de la temporada amb 10 punts en 13 minuts en una victòria per 97–63 sobre els Mississippi Valley State. Hachimura va anotar vuit punts el 23 de febrer de 2017, contra els San Diego, ajudant al seu equip a guanyar el títol de la West Coast Conference (WCC). El 16 de març de 2017, després de jugar un minut contra els South Dakota State, es va convertir en el primer jugador nadiu del Japó en aparèixer al torneig de la NCAA Division I. En 28 partits com a freshman, Hachimura va fer una mitjana de 2,6 punts i 1,4 rebots mentre que va llançar amb un 53% des del camp en 4,6 minuts per partit.
A la temporada 2017–18, Hachimura va jugar a 37 partits per a Gonzaga, incloent-hi dos com a titular, amb una mitjana de 11,6 punts i 4,7 rebots per partit.
Entrant a la seva temporada júnior, Hachimura va ser nomenat a l'equip Preseason All-WCC. Va obrir la temporada regular el 6 de novembre de 2018, anotant 33 punts en una victòria per 120–79 sobre els Idaho State. El 21 de novembre de 2018, Hachimura va registrar 20 punts, 7 rebots i 5 assistències per ajudar a derrotar el número 1, Duke, a la final del Maui Invitational. Posteriorment, va ser nomenat most valuable player del torneig. Hachimura va ser seleccionat com el jugador de l'any de la WCC del 2019. Va liderar Gonzaga en anotació (19,7 punts per partit) durant la temporada 2018–19 i també va fer una mitjana de 6,5 rebots per partit.

## Carrera professional

### Washington Wizards (2019–2023)

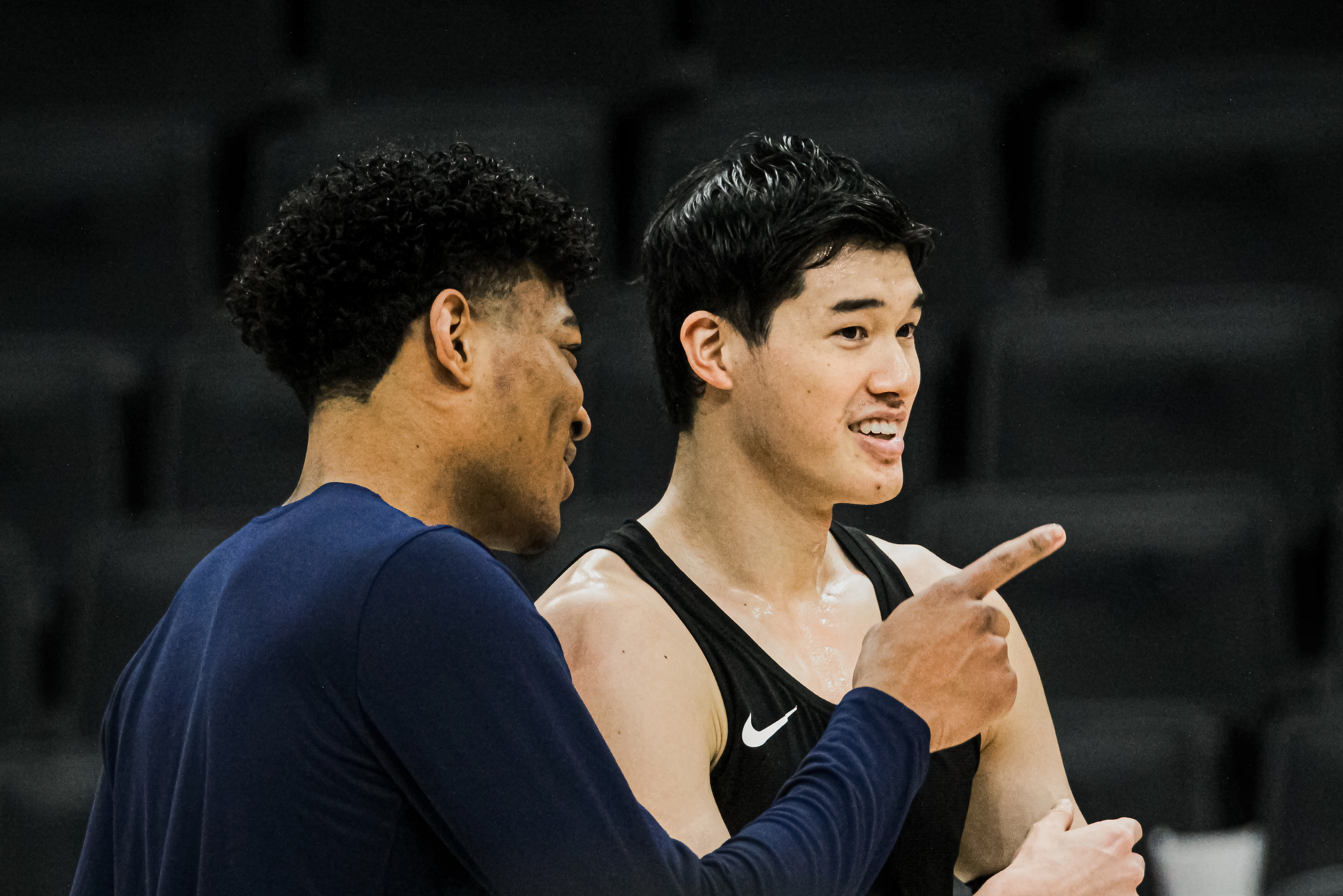
In 2020 with Yuta Watanabe of the Toronto Raptors

El 15 d'abril de 2019, Hachimura va anunciar que renunciaria al seu darrer any d'elegibilitat i es va presentar al 2019 NBA draft, on va ser seleccionat en la novena posició pels Washington Wizards. Hachimura va ser el segon jugador nascut al Japó seleccionat a la NBA després de Yasutaka Okayama, qui va ser seleccionat en la 171a posició al 1981 NBA draft, i també el primer jugador japonès seleccionat mai a la primera ronda. El 23 d'octubre de 2019, Hachimura va debutar a la NBA, aconseguint un doble-doble (14 punts, 10 rebots) com a titular en una derrota per 100–108 contra els Dallas Mavericks. L'1 de desembre de 2019, Hachimura va anotar la seva màxima anotació fins aleshores de 30 punts en una derrota per 125–150 contra els Los Angeles Clippers, juntament amb nou rebots, tres assistències i una intercepció.
Al desembre de 2019, ell i Yuta Watanabe dels Memphis Grizzlies es van convertir en la primera parella de jugadors japonesos en enfrontar-se a la NBA. Hachimura va patir una lesió a l'engonal contra els Detroit Pistons el 16 de desembre i va ser operat i va perdre diversos partits.
El 15 de setembre de 2020, Hachimura va ser nomenat al NBA All-Rookie Second Team.
El 30 de març de 2021, Hachimura va igualar la seva màxima anotació fins aleshores de 30 punts en una derrota per 104–114 contra els Charlotte Hornets. El 23 de maig, va debutar als playoffs durant la primera ronda, anotant 12 punts i cinc rebots en una derrota per 118–125 al partit 1 contra els Philadelphia 76ers. El 31 de maig, Hachimura va registrar 20 punts i una màxima anotació de 13 rebots en una victòria per 122–114 al partit 4. Els Wizards van acabar perdent la sèrie en cinc partits.
El 25 de setembre de 2021, els Wizards van anunciar que Hachimura havia estat excusat de l'inici del campament d'entrenament per motius personals. Va debutar a la temporada el 9 de gener de 2022, anotant sis punts i tres rebots en una victòria per 102–100 sobre els Orlando Magic. Durant la temporada 2021–22 de la NBA, Hachimura va jugar 42 partits amb una mitjana de 11,3 punts per partit, 3,8 rebots per partit i 1,1 assistències per partit. Això va representar una lleugera disminució de les seves mitges de carrera. No obstant això, el seu tir de tres punts va millorar dràsticament: la seva taxa del 44,7% va ser segona només a Luke Kennard (44,9%) entre els jugadors de la NBA amb almenys 100 intents.
El 21 de gener de 2023, al seu últim partit abans de ser traspassat, Hachimura va registrar la seva màxima anotació fins aleshores de 30 punts, juntament amb cinc rebots i dos taps, en una victòria per 138–118 sobre els Orlando Magic.

### Los Angeles Lakers (2023–present)
El 23 de gener de 2023, Hachimura va ser traspassat als Los Angeles Lakers a canvi de Kendrick Nunn i tres eleccions de segona ronda. Hachimura va debutar amb els Lakers dos dies després, anotant 12 punts i sis rebots en una victòria per 113–104 sobre els San Antonio Spurs.
A les 2023 NBA playoffs, Hachimura va ser una part vital de la rotació dels Lakers en ambdós costats de la pista. Va anotar 29 punts al seu debut a la post-temporada amb els Lakers per liderar l'equip a una victòria al primer partit de la primera ronda contra els Memphis Grizzlies, segons classificats, i a les finals de la Conferència Oest, se li va assignar freqüentment la tasca defensiva de guardar el jugador ofensiu de Denver Nikola Jokic, permetent al pal de defensa de LA, Anthony Davis, més llibertat per recórrer la pista com a defensor auxiliar. Los Angeles acabaria perdent la sèrie contra Denver en 4 partits.
El 6 de juliol de 2023, Hachimura va tornar a signar amb els Los Angeles Lakers. El 9 de desembre de 2023, Hachimura i els Lakers van guanyar la temporada inaugural del NBA In-Season Tournament (també conegut com la Copa NBA).
El 14 de febrer de 2024, Hachimura va establir una nova màxima anotació de 36 punts en una victòria per 138–122 sobre els Utah Jazz. El 27 de març, Hachimura va aconseguir 32 punts amb una màxima anotació de set triples i 10 rebots en una victòria per 136–124 sobre els Memphis Grizzlies.

## Carrera amb la selecció nacional

### Selecció nacional júnior
Hachimura representa Japó internacionalment. Al Campionat FIBA Àsia Sub-16 de 2013 a l'Iran, va tenir una mitjana de 22,8 punts, 12,6 rebots i 2,8 taps en vuit partits, guiant el seu equip a un tercer lloc.  A l'abril de 2014, va jugar al Albert Schweitzer Tournament a Alemanya amb la selecció nacional sub-18 del Japó, acabant en últim lloc.
El Japó va acabar el Campionat Mundial FIBA Sub-17 de 2014 en 14a posició de 16 equips, amb Hachimura aconseguint la màxima puntuació del torneig amb 22,6 punts per partit, mentre que va capturar 6,6 rebots i va bloquejar 1,7 tirs per partit. Durant el torneig, va aconseguir 25 punts contra l'equip dels EUA que va guanyar el títol; aquest equip incloïa quatre jugadors que van ser escollits al 2017 NBA draft—Jayson Tatum, Josh Jackson, Caleb Swanigan, i Ivan Rabb—més altres estrelles universitàries futures com Diamond Stone i Malik Newman.
Hachimura va competir pel Japó a la 2017 FIBA Under-19 Basketball World Cup, aconseguint les millors mitjanes de l'equip amb 20,6 punts i 11,0 rebots per partit.

### Selecció nacional sènior

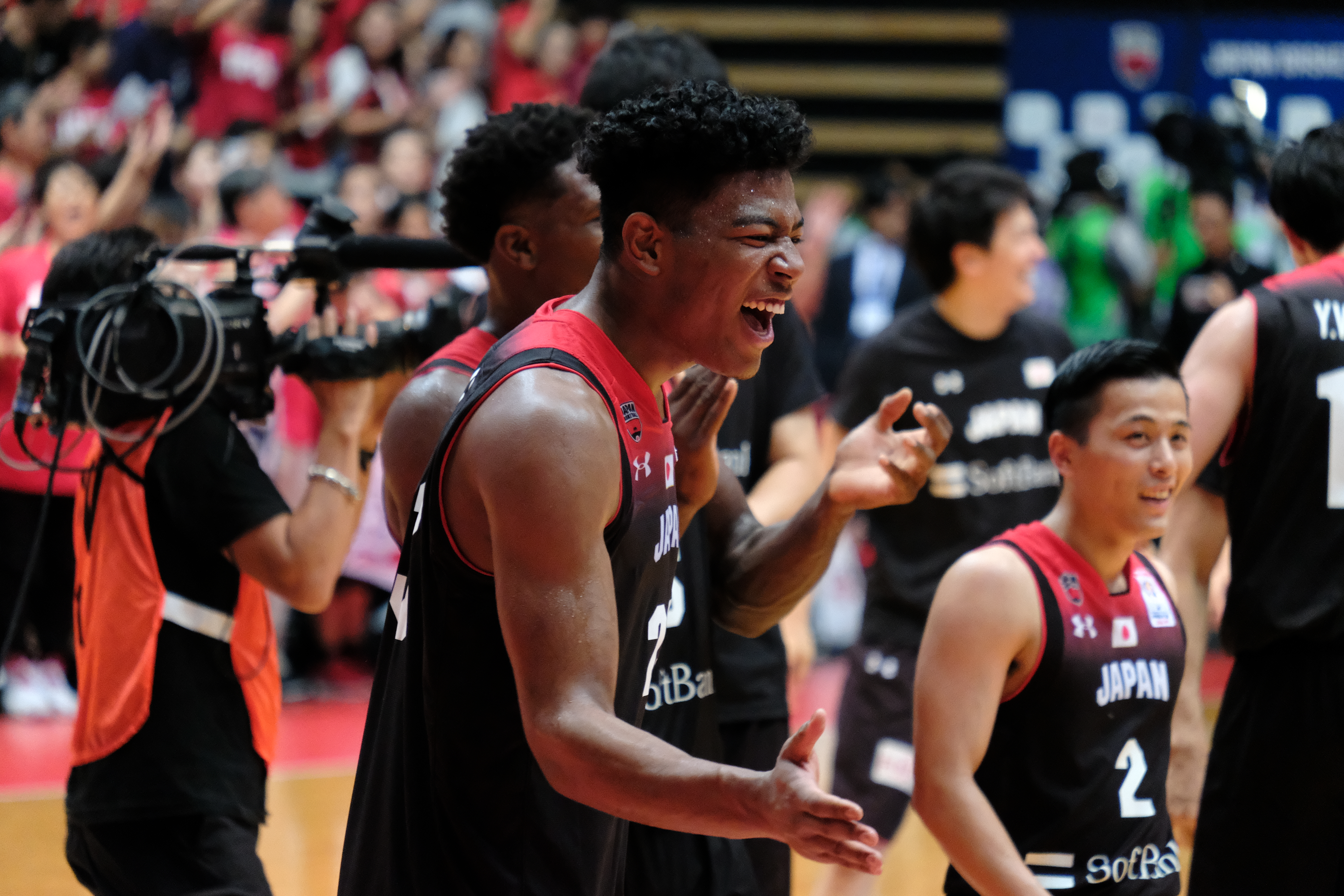
Hachimura després d'un partit classificatori de la Copa del Món FIBA 2019 amb el Japó

En una ronda de qualificació per a la 2019 FIBA World Cup, Hachimura va aconseguir 25 punts per ajudar el Japó a derrotar l'Iran 70–56.
Hachimura va aconseguir 34 punts, la màxima anotació del partit, en una derrota contra Eslovènia durant la ronda preliminar dels Jocs Olímpics de 2020 a Tòquio.
Hachimura va ser convocat per a la 2023 FIBA World Cup, però finalment es va retirar el 27 de juny al·legant esgotament per la temporada i els playoffs de la NBA, en què el seu equip havia arribat a les Finals de la Conferència Oest, i la necessitat de preparar-se per a la següent temporada de la NBA.

## Estadístiques de la carrera

### NBA

#### Temporada regular
| Any     | Equip       | PJ  | PT  | Min  | %TC  | %T3  | %TL  | RPP | APP | ROB | TPP | PPP  |
| ------- | ----------- | --- | --- | ---- | ---- | ---- | ---- | --- | --- | --- | --- | ---- |
| 2019-20 | Washington  | 48  | 48  | 30.1 | .466 | .287 | .829 | 6.1 | 1.8 | .8  | .2  | 13.5 |
| 2020-21 | Washington  | 57  | 57  | 31.5 | .478 | .328 | .770 | 5.5 | 1.4 | .8  | .1  | 13.8 |
| 2021-22 | Washington  | 42  | 13  | 22.5 | .491 | .447 | .697 | 3.8 | 1.1 | .5  | .2  | 11.3 |
| 2022-23 | Washington  | 30  | 0   | 24.3 | .488 | .337 | .759 | 4.3 | 1.2 | .4  | .4  | 13.0 |
| 2022-23 | L.A. Lakers | 33  | 9   | 22.4 | .485 | .296 | .721 | 4.7 | .7  | .2  | .4  | 9.6  |
| 2023-24 | L.A. Lakers | 68  | 39  | 26.8 | .537 | .422 | .739 | 4.3 | 1.2 | .6  | .4  | 13.6 |
| 2024-25 | L.A. Lakers | 59  | 57  | 31.7 | .509 | .413 | .770 | 5.0 | 1.4 | .8  | .4  | 13.1 |
| Carrera | Carrera     | 337 | 223 | 27.7 | .496 | .381 | .764 | 4.9 | 1.3 | .6  | .3  | 12.8 |

#### Playoffs
| Any     | Equip       | PJ | PT | Min  | %TC  | %T3  | %TL   | RPP | APP | ROB | TPP | PPP  |
| ------- | ----------- | -- | -- | ---- | ---- | ---- | ----- | --- | --- | --- | --- | ---- |
| 2021    | Washington  | 5  | 5  | 34.6 | .617 | .600 | .583  | 7.2 | 1.0 | .4  | .2  | 14.8 |
| 2023    | L.A. Lakers | 16 | 1  | 24.3 | .557 | .487 | .882  | 3.6 | .6  | .5  | .3  | 12.2 |
| 2024    | L.A. Lakers | 5  | 5  | 30.5 | .395 | .357 | .500  | 3.8 | .8  | .0  | .0  | 7.8  |
| 2025    | L.A. Lakers | 5  | 5  | 36.4 | .491 | .484 | 1.000 | 4.6 | 1.0 | .6  | .6  | 14.8 |
| Carrera | Carrera     | 31 | 16 | 28.9 | .531 | .485 | .772  | 4.4 | .8  | .4  | .3  | 12.3 |

### Universitat
| Any     | Equip   | PJ  | PT | Min  | %TC  | %T3  | %TL  | RPP | APP | ROB | TPP | PPP  |
| ------- | ------- | --- | -- | ---- | ---- | ---- | ---- | --- | --- | --- | --- | ---- |
| 2016–17 | Gonzaga | 28  | 0  | 4.6  | .528 | .286 | .542 | 1.4 | .1  | .2  | .1  | 2.6  |
| 2017–18 | Gonzaga | 37  | 2  | 20.7 | .568 | .192 | .795 | 4.7 | .6  | .5  | .5  | 11.6 |
| 2018–19 | Gonzaga | 37  | 37 | 30.2 | .591 | .417 | .739 | 6.5 | 1.5 | .9  | .7  | 19.7 |
| Carrera | Carrera | 102 | 39 | 19.7 | .579 | .316 | .746 | 4.4 | .8  | .6  | .5  | 12.1 |